# 河南志
《河南志》，20卷，北宋宋敏求著，對古代洛阳地区記述甚詳。本書與《長安志》成書多參考《兩京新記》，並取而代之，司馬光稱「考之韋《記》，其詳不啻十餘倍」。本書久佚，清嘉慶十四年（1809年）徐松於《永樂大典》中得辑本四卷，後為繆荃孫所得。